# Kalakan (distrikt)
Kalakan är ett distrikt i Afghanistan. Det ligger i provinsen Kabul, i den nordöstra delen av landet, 26 kilometer norr om huvudstaden Kabul. Administrativ huvudort är Kalakan.
Distriktet beräknades år 2022 ha cirka 35 000 invånare.